# Хаф-Мун (залив, Калифорния)
Хаф-Мун (англ. Half Moon Bay) — залив Тихого океана на побережье округа Сан-Матео, Калифорния, США. Своё наименование он получил из-за полукруглой формы, на английском языке «Half Moon» означает полумесяц. Выход к океану осуществляется через южную часть залива. На берегу залива расположены прибрежные поселения: Принстон-Бай-те-Си, Мирамар, Эль-Гранада, а также город Хаф-Мун-Бей.
Прибрежная зона образовалась при эрозии берега около 105 тыс. лет назад. Залив относится к умеренно-холодной морской биогеографической провинции, существование которой обеспечивается Калифорнийским течением. Глубина не превышает 20 м.
В заливе находится место для серфинга Маверикс. На берегу залива расположено множество пляжей, в том числе Мирамар.
В заливе водится камбала, промысловая английская солея, морской окунь, живородковые, тихоокеанская сельдь, зубастый терпуг, а также многочисленные зимние виды рыб, включая звездчатую камбалу и корюшку. Обитают горбатые и синие киты. Существуют популяции серого буревестника, западной чайки, тонкоклювой кайры, алеутского пыжика.